# Campionato balcanico maschile di pallacanestro 1983
Il 25º Campionato Balcanico Maschile di Pallacanestro, si è disputato a Titov Vrbas, in Jugoslavia, tra il 31 agosto e il 4 settembre 1983.

## Risultati
|    | Nazionale  | G | V | P | PF  | PS  | Diff. |
| -- | ---------- | - | - | - | --- | --- | ----- |
| 1. | Jugoslavia | 4 | 4 | 0 | 367 | 302 | +65   |
| 2. | Grecia     | 4 | 2 | 2 | 276 | 285 | -9    |
| 3. | Turchia    | 4 | 2 | 2 | 291 | 279 | +12   |
| 4. | Bulgaria   | 4 | 1 | 3 | 280 | 292 | -12   |
| 5. | Romania    | 4 | 1 | 3 | 298 | 354 | -56   |

## Classifica finale
| -  | Paese      | Formazione |
| -- | ---------- | ---------- |
|    | Jugoslavia |            |
|    | Grecia     |            |
|    | Turchia    |            |
| 4. | Bulgaria   |            |
| 5. | Romania    |            |